# Podestat
Un podestat (în italiană Podestà; provenind din latinescul potestas adică „autoritate oficială, putere”) era în Evul Mediu un guvernator care conducea o comunitate locală, o municipalitate sau un teritoriu.

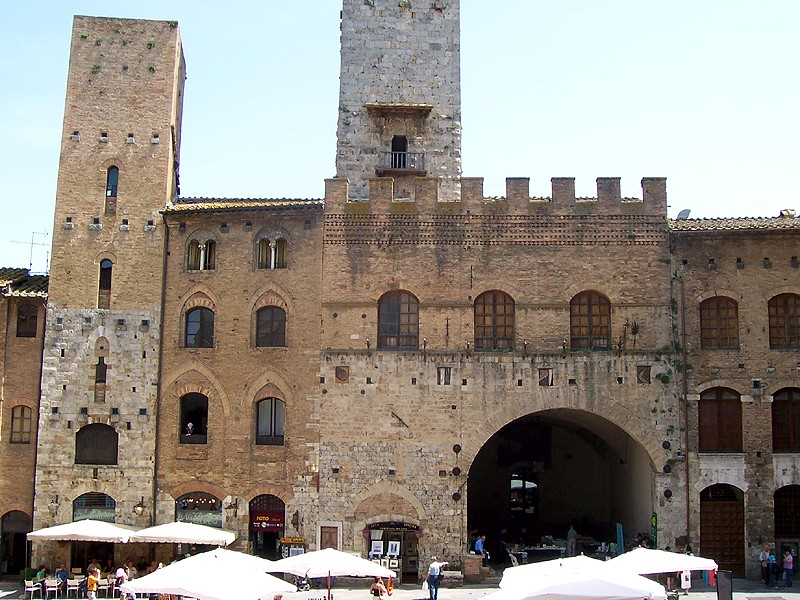
Palatul podestatului din San Gimignano

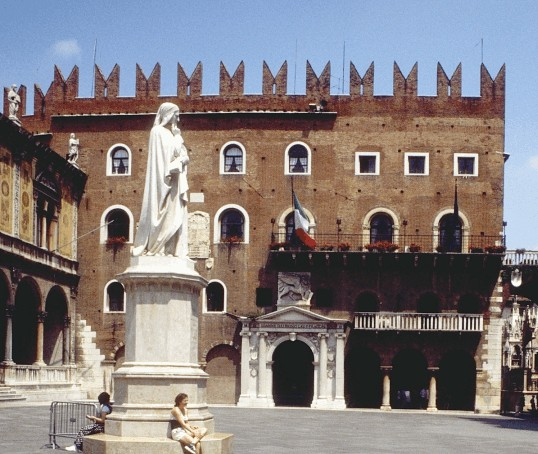
Palatul podestatului din Verona

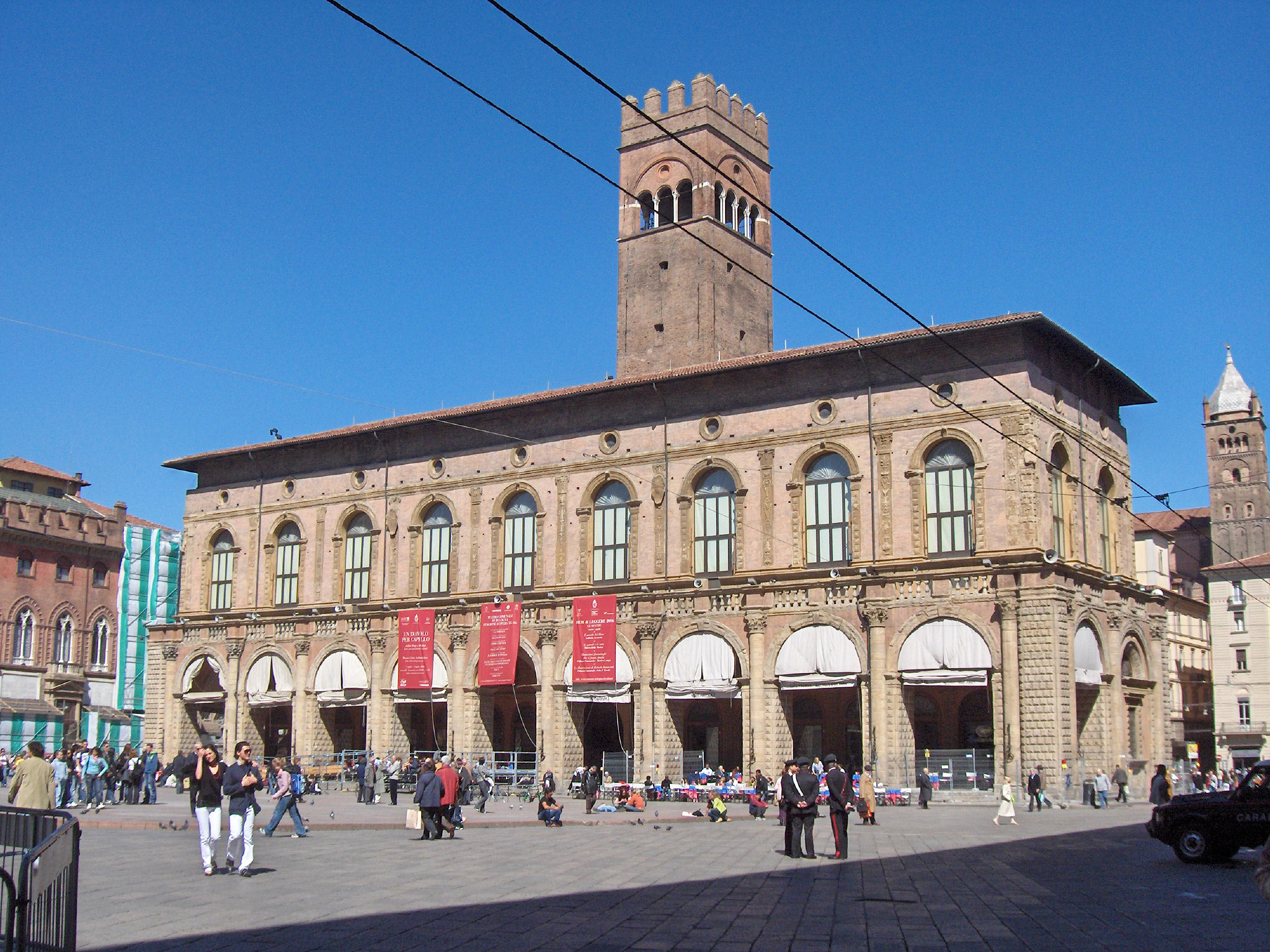
Palatul podestatului din Bologna

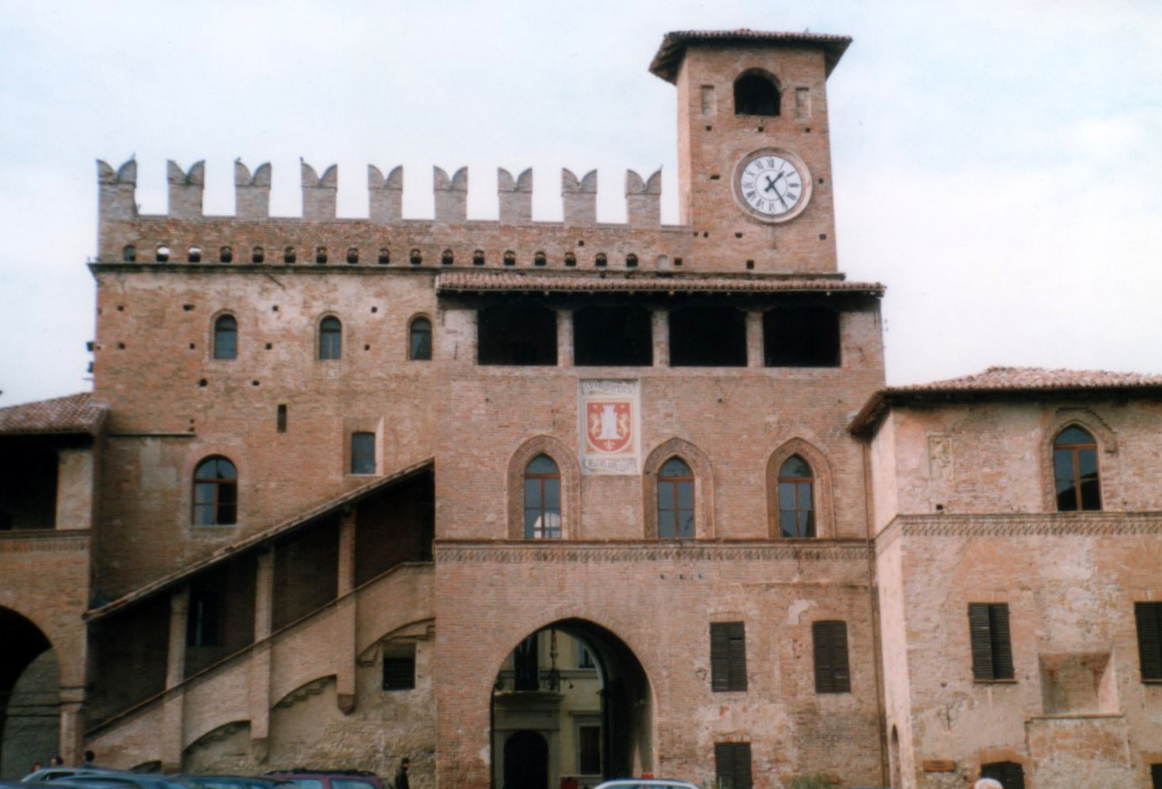
Palatul podestatului dinCastell'Arquato

În Evul Mediu reprezentantul local al conducătorului unui oraș italian se numea podestat. De la sfârșitul secolului al XII-lea pe fondul neîncrederii reciproce provocate de disputele interne, care făcea imposibilă administrarea orașului de către proprii funcționari municipali, multe orașe au început să angajeze un „podestat non-local”, adesea împreună cu aparatul său de avocați, administratori și soldați.
Condițiile și competențele funcției erau negociate în detaliu în prealabil și stabilite în scris, iar instaurarea în funcție făcea obiectul unui ritual foarte bine definit. Odată cu puterea judiciară și comanda trupelor municipale, podestatul primea puteri extinse, dar era supus reglementărilor și controalelor stricte. El trebuia să jure pe Statutul orașului că se va supune necondiționat normelor și regulilor comunității. În plus exista posibilitatea aplicării unei proceduri de control oficial după încheierea perioadei de exercitare a funcției sale fiind posibilă deducerea unor sume semnificative din veniturile sale în cazul în care se constatau lipsuri. Puterile cvasi-dictatoriale ale unui podestat au favorizat ocazional formarea signoriilor, ca în cazul familiei Della Scalla din Verona.